# Sazhid Sazhidov
Sazhid Jalilrajimovich Sazhidov –en ruso, Сажид Халилрахимович Сажидов– (Guigatli, 6 de febrero de 1980) es un deportista ruso de origen daguestano que compitió en lucha libre.
Participó en los Juegos Olímpicos de Atenas 2004, obteniendo una medalla de bronce en la categoría de 84 kg. Ganó dos medallas de oro en el Campeonato Mundial de Lucha, en los años 2003 y 2006, y dos medallas de oro en el Campeonato Europeo de Lucha entre los años 2001 y 2002.

## Palmarés internacional
| Juegos Olímpicos   | Juegos Olímpicos            | Juegos Olímpicos  | Juegos Olímpicos |
| Año                | Lugar                       | Medalla           | Categoría        |
| ------------------ | --------------------------- | ----------------- | ---------------- |
| 2004               | Atenas (Grecia)             | Medalla de bronce | 84 kg            |
| Campeonato Mundial |                             |                   |                  |
| Año                | Lugar                       | Medalla           | Categoría        |
| 2003               | Nueva York (Estados Unidos) | Medalla de oro    | 84 kg            |
| 2006               | Cantón (China)              | Medalla de oro    | 84 kg            |
| Campeonato Europeo |                             |                   |                  |
| Año                | Lugar                       | Medalla           | Categoría        |
| 2001               | Budapest (Hungría)          | Medalla de oro    | 85 kg            |
| 2002               | Bakú (Azerbaiyán)           | Medalla de oro    | 84 kg            |